# Большелузьке сільське поселення
Большелу́зьке сільське поселення (рос. Большелугское сельское поселение) — муніципальне утворення у складі Корткероського району Республіки Комі, Росія. Адміністративний центр — село Большелуг.

## Населення
Населення — 963 особи (2017, 1062 у 2010, 1308 у 2002, 1108 у 1989).

## Склад
До складу поселення входять такі населені пункти:
| Населений пункт      | Населення, осіб (1989) | Населення, осіб (2002) | Населення, осіб (2010) |
| -------------------- | ---------------------- | ---------------------- | ---------------------- |
| Большелуг, село      | 623                    | 829                    | 680                    |
| Вильиб, присілок     | 280                    | 270                    | 226                    |
| Зулеб, присілок      | 144                    | 132                    | 103                    |
| Івановська, присілок | 61                     | 77                     | 53                     |